# 노변의 피크닉
노변의 피크닉(Пикник на обочине, Piknik na obochine, IPA: [pʲɪkˈnʲik nɐ ɐˈbotɕɪnʲe], 영어 번역 - Roadside Picnic) 은 아르까지 스트루가츠키와 보리스 스트루가츠키가 쓴 SF 소설이다. 이 책은 38번의 에디션이 나왔으며, 또한 20개국 이상에 번역되어 나왔다. 최초 미국판의 서문(MacMillan Publishing Co., Inc, New York, 1977)에는 시어도어 스터전이 서문을 맡았으며, 1979년엔 이 소설의 설정을 빌려온 영화인 잠입자(Stalker)가 안드레이 타르콥스키에 의하여 제작되었다.
노변의 피크닉은 1978년 존 W. 켐벨상에 노미네이트되고 2등상을 수여받았으며, 이외에도 이후 나오는 여러 작품들에 영향을 미쳤다.

## 책의 설정
노변의 피크닉은 외계인이 방문한후 만들어놓은 6개의 '구역'(Зона)을 배경으로 하며, 각각의 구역은 약 5제곱 킬로미터정도 한다. 이 구역은 이상한 현상들과 더불어 이상한 일들이 벌어지며, 외계인의 방문으로 인해 생긴것으로 추정하고 있다. 각국 정부들과 UN은 구역을 관리하여 예상치 못한 일들을 관리하고자 한다. 그리고 이 책에선 "스토커"들 - 구역에 들어가 돈이 될만한 아티팩트를 훔치는 사람들 - 의 하위문화가 그려진다.
노변의 피크닉은 해몬트라는 가상의 도시에서 벌어지는 이야기로, 8년에 걸쳐 레드릭 슈하트라는 스토커를 중심으로 하여 벌어지는 이야기를 담고 있다.

## 기원과 정부의 검열
1971년 스뚜르가츠키 형제는 노변의 피크닉을 완성하고, 다음년인 1972년 오로라라는 잡지에 처음 실렸으며, 1977년 미국에서 번역되어 출간되었다.
노변의 피크닉의 정식 출간은 정부의 검열과 더불어 의도적인 지연으로 인해 8년간 지연되었다. 그렇게 1980, 1990년의 판본은 원본과 비교했을시 심하게 검열되었었다. 그후 1990년대에 검열되지 않은 러시아어 버전이 다시 출간되었다.